# Mireval-Lauragais
Mireval-Lauragais – miejscowość i gmina we Francji, w regionie Oksytania, w departamencie Aude.
Według danych na rok 1990 gminę zamieszkiwało 147 osób, a gęstość zaludnienia wynosiła 14 osób/km² (wśród 1545 gmin Langwedocji-Roussillon Mireval-Lauragais plasuje się na 756. miejscu pod względem liczby ludności, natomiast pod względem powierzchni na miejscu 726.).

## Zabytki
Zabytki w miejscowości posiadające status Monument historique:
- kościół Saint-Jean-Baptiste (Église Saint-Jean-Baptiste)
- młyn Saint-Jean (Moulin de Saint-Jean)